# Representación de la Comisión Europea en España
La Representación de la Comisión Europea en España (RCEE) tiene el mandato de apoyar la interacción de la Comisión Europea con España, promover el diálogo con el mundo político, académico y en general con la sociedad civil española además de organizar la comunicación, el diálogo y la divulgación sobre las prioridades políticas de la UE. Desde el 1 de abril de 2021 la directora de la oficina es María Ángeles Benítez.

## Servicios
La RCEE ofrece los siguientes servicios: Servicio EUROJUS para plantear cuestiones sobre la aplicación del derecho de la Unión Europea. Ofrece Información a la ciudadanía sobre las políticas y el papel de la UE, puede resolver preguntas vía correo electrónico o bajo petición de cita. Para las empresas tiene disponible el servicio de legalización de marcas y modelos de la Oficina de Armonización del Mercado Interior, OAMI.
A través de su página web la RCEE ofrece: Información sobre vacantes de empleo en las instituciones comunitarias; licitaciones y convocatorias de la UE; Eventos y charlas sobre la Unión Europea que normalmente están abiertos al público organizados por la Representación y colaboradores habituales.
La RCEE gestiona una red de puntos de información europea: los Europe Direct. Es una red repartida por todas las comunidades autónomas cuya misión principal es informarle sobre la actividad de la Unión Europea, en su mismo lugar de residencia. Además, la RCEE ha lanzado un blog con el propósito de acercar a los jóvenes la información europea a través de una imagen y un lenguaje diferente.

## Representación de la Comisión Europea en Barcelona
Además de la representación en cada estado miembro, en algunos estados hay representación regional. Es el caso de la representación en Barcelona. Fue inaugurada en 1991 por el entonces presidente de la CE Jaques Delors. Aunque el catalán no es lengua oficial en la UE desde la Representación en Barcelona se comunica con esta lengua. Desde abril de 2021 el director de la representación es Manuel Szapiro.